# Helicia glabriflora
Helicia glabriflora är en tvåhjärtbladig växtart som beskrevs av F. Müll.. Helicia glabriflora ingår i släktet Helicia och familjen Proteaceae. Inga underarter finns listade i Catalogue of Life.